# Dean Smith (Rennfahrer)
Dean Smith (* 2. März 1988 in Stourbridge) ist ein britischer Rennfahrer. Er trat 2010 und 2011 in der GP3-Serie an.

## Karriere

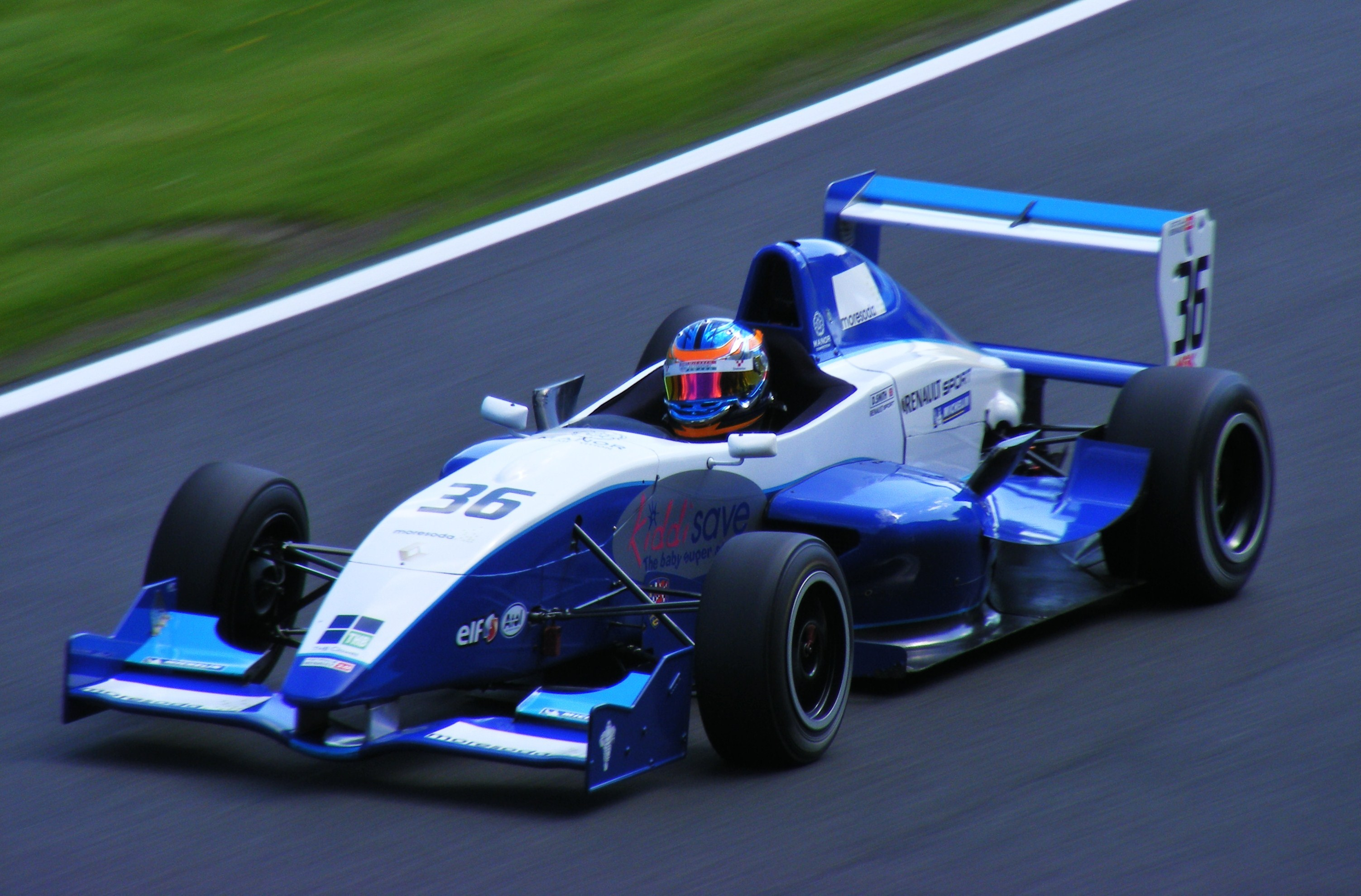
Dean Smith in der britischen Formel Renault in Oulton Park 2009

Wie die meisten Motorsportler begann Smith seine Karriere im Kartsport, in dem er von 2001 bis 2003 aktiv war. 2004 wechselte er in den Formelsport und wurde 15. in der britischen Formel BMW. Eine Saison später gewann er den Meistertitel dieser Serie vor seinem Landsmann Sam Bird. 2006 wechselte er in die britische Formel Renault und belegte am Saisonende den neunten Gesamtrang. 2007 blieb Smith in dieser Meisterschaft und wurde mit drei Siegen Vizemeister hinter Duncan Tappy. Außerdem nahm er an zwei Rennen der nordeuropäischen Formel Renault teil.
2008 trat Smith im Formel Renault 2.0 Eurocup an und beendete die Saison auf dem 17. Gesamtrang. Dieselbe Gesamtplatzierung erreichte er in der westeuropäischen Formel Renault, obwohl er in dieser Serie nur an einzelnen Rennen teilnahm. Darüber hinaus startete er bei zwei Rennen der britischen Formel-3-Meisterschaft. 2009 kehrte Smith in die britische Formel Renault zurück und gewann im dritten Anlauf mit sieben Siegen den Meistertitel vor James Calado. Außerdem nahm er an zwei Rennen des Formel Renault 2.0 Eurocups teil. Zum Ende des Jahres wurde Smith für seine Leistungen mit dem McLaren Autosport BRDC Award ausgezeichnet.
2010 trat Smith für Carlin in der neugegründeten GP3-Serie an und belegte mit einem dritten Platz als bestes Resultat den siebten Gesamtrang. 2011 wechselte Smith zum Addax Team und bestritt seine zweite GP3-Saison. Da er Budget-Probleme hatte, unterschrieb er einen Vertrag von Rennen zu Rennen. Mit regelmäßigen Punkteplatzierungen in der ersten Saisonhälfte erhielt er die Möglichkeit bis zum zweitletzten Rennwochenende für das Addax Team anzutreten. Für den Saisonabschluss wurde er durch Vittorio Ghirelli ersetzt. Mit einem zweiten Platz als bestes Ergebnis beendete Smith die Saison als bester Pilot seines Teams auf dem zwölften Platz in der Fahrerwertung.

## Statistik

### Karrierestationen
| - 2001–2003: Kartsport - 2004: Britische Formel BMW (Platz 15) - 2005: Britische Formel BMW (Meister) | - 2006: Britische Formel Renault (Platz 9) - 2007: Britische Formel Renault (Platz 2) - 2008: Formel Renault 2.0 Eurocup (Platz 17) | - 2009: Britische Formel Renault (Meister) - 2010: GP3-Serie (Platz 7) - 2011: GP3-Serie (Platz 12) |

### Einzelergebnisse in der GP3-Serie
| Jahr | Team       | 1   | 2   | 3   | 4   | 5   | 6   | 7   | 8   | 9   | 10  | 11  | 12  | 13  | 14  | 15  | 16  | Punkte | Rang |
| ---- | ---------- | --- | --- | --- | --- | --- | --- | --- | --- | --- | --- | --- | --- | --- | --- | --- | --- | ------ | ---- |
| 2010 | Carlin     | ESP | ESP | TUR | TUR | ESP | ESP | GBR | GBR | GER | GER | HUN | HUN | BEL | BEL | ITA | ITA | 24     | 7.   |
| 2010 | Carlin     | 4   | 5   | 22  | 10  | 17  | 23  | 6   | 22  | 9   | 12  | 5   | 3   | 6   | 4   | DNF | 16  | 24     | 7.   |
| 2011 | Addax Team | TUR | TUR | ESP | ESP | ESP | ESP | GBR | GBR | GER | GER | HUN | HUN | BEL | BEL | ITA | ITA | 18     | 12.  |
| 2011 | Addax Team | 9   | 6   | 7   | 3   | 5   | 11  | 8   | 2   | 24  | DNF | 24  | 19  | 20  | 20  |     |     | 18     | 12.  |